# Lombardia Trophy de 2015
Lombardia Trophy de 2015 foi a oitava edição do Lombardia Trophy, um evento anual de patinação artística no gelo. A competição foi disputada entre os dias 17 de setembro e 20 de setembro, na cidade de Sesto San Giovanni, Itália.

## Eventos
- Individual masculino
- Individual feminino
- Duplas
- Dança no gelo

## Medalhistas
| Evento                        | Ouro                                        | Prata                                     | Bronze                                      |
| Sênior                        |                                             |                                           |                                             |
| Individual masculino detalhes | Chafik Besseghier · França                  | Michal Březina · República Tcheca         | Kevin Aymoz · França                        |
| Individual feminino detalhes  | Roberta Rodeghiero · Itália                 | Joshi Helgesson · Suécia                  | Miyu Nakashio · Japão                       |
| Duplas detalhes               | Valentina Marchei · Ondřej Hotárek · Itália | Goda Butkute · Nikita Ermolaev · Lituânia | Camille Mendoza · Pavel Kovalev · França    |
| Dança no gelo detalhes        | Anna Cappellini · Luca Lanotte · Itália     | Charlène Guignard · Marco Fabbri · Itália | Misato Komatsubara · Andrew Fabbri · Itália |
| Júnior                        |                                             |                                           |                                             |
| Individual masculino detalhes | Petr Kotlařík · República Tcheca            | Illya Solomin · Suécia                    | Daniel Grassl · Itália                      |
| Individual feminino detalhes  | Yun Sun-min · Coreia do Sul                 | Anastasia Schneider · Suécia              | Shaline Ruegger · Suíça                     |
| Noviço                        |                                             |                                           |                                             |
| Individual masculino detalhes | Park Sung-hoon · Coreia do Sul              | Vasil Dimitrov · Bulgária                 | Gabriele Frangipani · Itália                |
| Individual feminino detalhes  | Kim Bo-young · Coreia do Sul                | Aleksandra Felgin · Bulgária              | Alessia Hagg · Suécia                       |

## Resultados

### Sênior

#### Individual masculino
| Pos.              | Nome              | Nacionalidade    | Pontos | PC        | PL         |
| ----------------- | ----------------- | ---------------- | ------ | --------- | ---------- |
| Medalha de ouro   | Chafik Besseghier | França           | 207.97 | 73.58 (1) | 134.39 (2) |
| Medalha de prata  | Michal Březina    | República Tcheca | 206.21 | 62.54 (4) | 143.67 (1) |
| Medalha de bronze | Kevin Aymoz       | França           | 197.23 | 65.79 (2) | 131.44 (3) |
| 4                 | Matthias Versluis | Finlândia        | 170.46 | 63.20 (3) | 107.26 (5) |
| 5                 | Dario Betti       | Itália           | 159.41 | 54.62 (5) | 104.79 (8) |
| 6                 | Nicola Todeschini | Suíça            | 156.53 | 51.22 (7) | 105.31 (7) |
| 7                 | Simon Hocquaux    | França           | 152.03 | 43.20 (8) | 108.83 (4) |
| 8                 | Thomas Kennes     | Países Baixos    | 147.85 | 42.45 (9) | 105.40 (6) |
| WD                | Tomi Pulkkinen    | Finlândia        | —      | 52.04 (6) | — (WD)     |
| WD                | Alexander Bjelde  | Alemanha         | —      | — (WD)    |            |

#### Individual feminino
| Pos.              | Nome                 | Nacionalidade    | Pontos | PC         | PL         |
| ----------------- | -------------------- | ---------------- | ------ | ---------- | ---------- |
| Medalha de ouro   | Roberta Rodeghiero   | Itália           | 167.27 | 59.66 (2)  | 107.61 (1) |
| Medalha de prata  | Joshi Helgesson      | Suécia           | 155.92 | 60.73 (1)  | 95.19 (4)  |
| Medalha de bronze | Miyu Nakashio        | Japão            | 150.86 | 54.90 (3)  | 95.96 (3)  |
| 4                 | Son Suh-hyun         | Coreia do Sul    | 144.16 | 47.90 (7)  | 96.26 (2)  |
| 5                 | Juulia Turkkila      | Finlândia        | 141.34 | 49.90 (5)  | 91.44 (5)  |
| 6                 | Kerstin Frank        | Áustria          | 129.90 | 48.27 (6)  | 81.63 (6)  |
| 7                 | Kim Kyu-eun          | Coreia do Sul    | 121.42 | 43.86 (9)  | 77.56 (7)  |
| 8                 | Elene Gedevanishvili | Geórgia          | 120.64 | 52.96 (4)  | 67.68 (11) |
| 9                 | Inga Januleviciute   | Lituânia         | 115.74 | 42.29 (11) | 73.45 (8)  |
| 10                | Nadjma Mahamoud      | França           | 111.92 | 44.97 (8)  | 66.95 (12) |
| 11                | Eliska Brezinova     | República Tcheca | 110.32 | 41.11 (12) | 69.21 (10) |
| 12                | Emilia Toikkanen     | Finlândia        | 109.24 | 39.76 (13) | 69.48 (9)  |
| 13                | Sara Falotico        | Itália           | 108.60 | 43.57 (10) | 65.03 (13) |
| 14                | Katie Powell         | Reino Unido      | 101.37 | 37.19 (14) | 64.18 (15) |
| 15                | Nelma Hede           | Finlândia        | 99.41  | 35.22 (15) | 64.19 (14) |
| 16                | Sindra Kriisa        | Estônia          | 92.98  | 35.03 (16) | 57.95 (16) |
| 17                | Belinda Schonberger  | Áustria          | 87.02  | 33.63 (17) | 53.39 (17) |
| WD                | Lea Serna            | França           | —      | — (WD)     |            |
| WD                | Giulia Batori        | Hungria          | —      | — (WD)     |            |

#### Duplas
| Pos.              | Nome                               | Nacionalidade | Pontos | PC        | PL         |
| ----------------- | ---------------------------------- | ------------- | ------ | --------- | ---------- |
| Medalha de ouro   | Valentina Marchei / Ondrej Hotarek | Itália        | 177.42 | 63.85 (1) | 113.57 (1) |
| Medalha de prata  | Goda Butkute / Nikita Ermolaev     | Lituânia      | 147.70 | 48.36 (2) | 99.34 (2)  |
| Medalha de bronze | Camille Mendoza / Pavel Kovalev    | França        | 112.34 | 41.72 (3) | 70.62 (3)  |
| 4                 | Lana Petranovic / Michael Lueck    | Croácia       | 85.56  | 28.49 (4) | 57.07 (4)  |
| WD                | Silvia Martinelli / Marco Pauletti | Itália        | —      | — (WD)    |            |

#### Dança no gelo
| Pos.              | Nome                                 | Nacionalidade | Pontos | DC        | DL         |
| ----------------- | ------------------------------------ | ------------- | ------ | --------- | ---------- |
| Medalha de ouro   | Anna Cappellini / Luca Lanotte       | Itália        | 177.22 | 69.72 (1) | 107.50 (1) |
| Medalha de prata  | Charlene Guignard / Marco Fabbri     | Itália        | 157.83 | 64.30 (2) | 93.53 (2)  |
| Medalha de bronze | Misato Komatsubara / Andrea Fabbri   | Itália        | 123.88 | 47.05 (3) | 76.83 (3)  |
| 4                 | Cecilia Torn / Jussiville Partenen   | Finlândia     | 119.96 | 44.03 (5) | 75.93 (4)  |
| 5                 | Viktorya Kavaliova / Yurii Bieliaev  | Bielorrússia  | 119.44 | 45.94 (4) | 73.50 (5)  |
| 6                 | Victoria Manni / Saverio Giacomelli  | Itália        | 112.40 | 42.20 (6) | 70.20 (6)  |
| 7                 | Peroline Ojardias / Michael Bramante | França        | 100.30 | 39.80 (7) | 60.50 (7)  |
| 8                 | Maria Stavitskaya / Anton Shibnev    | Rússia        | 96.49  | 37.12 (9) | 59.37 (8)  |
| 9                 | Jasmine Tessari / Francesco Fioretti | Itália        | 92.13  | 37.33 (8) | 54.80 (9)  |
| WD                | Beatrix Pipek / Jozsef Kalman        | Hungria       | —      | — (WD)    |            |

### Júnior

#### Individual masculino júnior
| Pos.              | Nome                  | Nacionalidade    | Pontos | PC         | PL         |
| ----------------- | --------------------- | ---------------- | ------ | ---------- | ---------- |
| Medalha de ouro   | Petr Kotlařík         | República Tcheca | 159.06 | 49.79 (2)  | 109.27 (1) |
| Medalha de prata  | Illya Solomin         | Suécia           | 157.05 | 49.01 (4)  | 108.04 (2) |
| Medalha de bronze | Daniel Grassl         | Itália           | 150.39 | 46.97 (5)  | 103.42 (3) |
| 4                 | Tomas Llorenc Guarino | Espanha          | 147.00 | 51.72 (1)  | 95.28 (5)  |
| 5                 | Adrien Bannister      | Itália           | 141.94 | 46.53 (6)  | 95.41 (4)  |
| 6                 | Isaak Droysen         | Alemanha         | 139.06 | 46.02 (8)  | 93.04 (6)  |
| 7                 | Simone Cervi          | Itália           | 132.38 | 49.42 (3)  | 82.96 (10) |
| 8                 | Nurullah Sahaka       | Suíça            | 130.97 | 46.08 (7)  | 84.89 (8)  |
| 9                 | Alberto Vanz          | Itália           | 127.88 | 44.76 (9)  | 83.12 (9)  |
| 10                | Ton Consul            | Espanha          | 127.75 | 41.68 (11) | 86.07 (7)  |
| 11                | Marcello Gessner      | Alemanha         | 108.65 | 37.50 (12) | 71.15 (12) |
| 12                | Arthur Ribes          | França           | 106.36 | 33.06 (13) | 73.30 (11) |
| 13                | Ludovic Bossard       | França           | 97.98  | 42.84 (10) | 55.14 (13) |

#### Individual feminino júnior
| Pos.              | Nome                    | Nacionalidade    | Pontos | PC         | PL         |
| ----------------- | ----------------------- | ---------------- | ------ | ---------- | ---------- |
| Medalha de ouro   | Yun Sun-min             | Coreia do Sul    | 126.69 | 45.78 (2)  | 80.91 (1)  |
| Medalha de prata  | Anastasia Schneider     | Suécia           | 124.10 | 44.31 (3)  | 79.79 (2)  |
| Medalha de bronze | Shaline Ruegger         | Suíça            | 119.30 | 43.24 (5)  | 76.06 (4)  |
| 4                 | Annika Hocke            | Alemanha         | 117.61 | 45.93 (1)  | 71.68 (5)  |
| 5                 | Matilda Algotsson       | Suécia           | 116.92 | 40.80 (8)  | 76.12 (3)  |
| 6                 | Rebecca Ghilardi        | Itália           | 108.88 | 39.95 (10) | 68.93 (6)  |
| 7                 | Emma Ignatius           | Finlândia        | 108.12 | 40.39 (9)  | 67.73 (7)  |
| 8                 | Dahyun Ko               | República Tcheca | 107.70 | 43.95 (4)  | 63.75 (12) |
| 9                 | Lee Seo-young           | Coreia do Sul    | 105.19 | 42.02 (6)  | 63.17 (13) |
| 10                | Sara Conti              | Itália           | 104.59 | 37.53 (12) | 67.06 (8)  |
| 11                | Matilde Battagin        | Itália           | 103.11 | 36.19 (14) | 66.92 (9)  |
| 12                | Teodora Markova         | Bulgária         | 101.63 | 36.25 (13) | 65.38 (10) |
| 13                | Damiana Alessandra Celi | Itália           | 101.55 | 41.65 (7)  | 59.90 (16) |
| 14                | Heloise Pitot           | França           | 98.41  | 34.29 (16) | 64.12 (11) |
| 15                | Nathalie Ng             | Hong Kong        | 96.27  | 35.41 (15) | 60.86 (14) |
| 16                | Valentina Matos         | Espanha          | 90.50  | 30.08 (19) | 60.42 (15) |
| 17                | Martina Manzo           | Itália           | 89.20  | 32.60 (17) | 56.60 (17) |
| 18                | Valeria Parma           | Itália           | 85.64  | 30.60 (18) | 55.04 (19) |
| 19                | Aurora Ripamonti        | Itália           | 82.81  | 28.61 (20) | 54.20 (20) |
| 20                | Chiara Censori          | Itália           | 79.10  | 27.04 (22) | 52.06 (21) |
| 21                | Irene Manau             | Espanha          | 78.82  | 22.94 (26) | 55.88 (18) |
| 22                | Karen Ghebarri          | Marrocos         | 70.32  | 24.84 (24) | 45.48 (22) |
| 23                | Julia Ribas             | Espanha          | 69.36  | 24.75 (25) | 44.61 (23) |
| 24                | Alexandra Philippova    | Áustria          | 67.98  | 24.87 (23) | 43.11 (24) |
| 25                | Simona Gospodinova      | Bulgária         | 61.37  | 27.99 (21) | 33.38 (25) |
| WD                | Elisabetta Leccardi     | Itália           | —      | 38.13 (11) | — (WD)     |
| WD                | Amina Gohm              | Áustria          | —      | — (WD)     |            |

### Noviço

#### Individual masculino noviço
| Pos.              | Nome                | Nacionalidade | Pontos | PC        | PL        |
| ----------------- | ------------------- | ------------- | ------ | --------- | --------- |
| Medalha de ouro   | Park Sung-hoon      | Coreia do Sul | 111.96 | 33.16 (1) | 78.80 (1) |
| Medalha de prata  | Vasil Dimitrov      | Bulgária      | 89.09  | 26.44 (4) | 62.65 (2) |
| Medalha de bronze | Gabriele Frangipani | Itália        | 78.57  | 31.42 (2) | 47.15 (6) |
| 4                 | Filippo Clerici     | Itália        | 77.33  | 28.28 (3) | 49.05 (4) |
| 5                 | Nikolaj Memola      | Itália        | 75.06  | 25.45 (7) | 49.61 (3) |
| 6                 | Bryan Mas           | Espanha       | 70.62  | 23.37 (8) | 47.25 (5) |
| 7                 | Filippo Donghi      | Itália        | 69.48  | 26.31 (5) | 43.17 (8) |
| 8                 | Alessandro Zarbo    | Itália        | 66.45  | 25.68 (6) | 40.77 (9) |
| 9                 | Joan Farres         | Espanha       | 65.93  | 22.48 (9) | 43.45 (7) |

#### Individual feminino noviço
| Pos.              | Nome                | Nacionalidade | Pontos | PC         | PL         |
| ----------------- | ------------------- | ------------- | ------ | ---------- | ---------- |
| Medalha de ouro   | Kim Bo-young        | Coreia do Sul | 102.83 | 35.70 (4)  | 67.13 (1)  |
| Medalha de prata  | Aleksandra Felgin   | Bulgária      | 97.67  | 37.71 (1)  | 59.96 (2)  |
| Medalha de bronze | Alessia Hagg        | Suécia        | 91.38  | 37.00 (2)  | 54.38 (4)  |
| 4                 | Selma Ihr           | Suécia        | 91.20  | 36.69 (3)  | 54.51 (3)  |
| 5                 | Lisa Lager          | Suécia        | 83.24  | 32.08 (7)  | 51.16 (6)  |
| 6                 | Aurea Furno         | França        | 82.91  | 33.64 (5)  | 49.27 (10) |
| 7                 | Lara Naki Gutmann   | Itália        | 80.82  | 28.62 (10) | 52.20 (5)  |
| 8                 | Alessia Tornaghi    | Itália        | 80.57  | 31.21 (8)  | 49.36 (9)  |
| 9                 | Laura Barquero      | Espanha       | 79.93  | 29.20 (9)  | 50.73 (7)  |
| 10                | Alina Urushadze     | Letônia       | 79.38  | 33.30 (6)  | 46.08 (11) |
| 11                | Sofia Sula          | Finlândia     | 77.25  | 27.15 (13) | 50.10 (8)  |
| 12                | Sophia Schaller     | Áustria       | 73.30  | 28.31 (11) | 44.99 (12) |
| 13                | Marta Martin        | Espanha       | 68.85  | 27.59 (12) | 41.26 (17) |
| 14                | Isabel Ratsepp      | Estônia       | 68.77  | 26.44 (15) | 42.33 (14) |
| 15                | Sara Lavagnini      | Itália        | 68.07  | 26.41 (16) | 41.66 (16) |
| 16                | Celina Leonie Weiss | Áustria       | 67.49  | 26.69 (14) | 40.80 (19) |
| 17                | Alessia Malerba     | Itália        | 65.75  | 22.26 (20) | 43.49 (13) |
| 18                | Giuditta Sartori    | Itália        | 64.58  | 22.41 (19) | 42.17 (15) |
| 19                | Chenny Paolucci     | Itália        | 63.17  | 22.23 (21) | 40.94 (18) |
| 20                | Camilla Binaschi    | Itália        | 62.40  | 24.73 (17) | 37.67 (22) |
| 21                | Evgenia Abramova    | Áustria       | 61.63  | 24.63 (18) | 37.00 (23) |
| 22                | Yuka Koyama         | Áustria       | 60.39  | 20.76 (23) | 39.63 (20) |
| 23                | Greta Milanese      | Itália        | 58.07  | 18.83 (25) | 39.24 (21) |
| 24                | Aurora Colaone      | Itália        | 54.24  | 20.04 (24) | 34.20 (24) |
| 25                | Lucrezia Erba       | Itália        | 52.74  | 21.63 (22) | 31.11 (25) |
| WD                | Marina Philippova   | Áustria       | —      | — (WD)     |            |
| WD                | Chloe Bissinger     | França        | —      | — (WD)     |            |
| WD                | Olga Mikutina       | Ucrânia       | —      | — (WD)     |            |

## Quadro de medalhas
Sênior
| Ordem | País             | Medalha de ouro | Medalha de prata | Medalha de bronze |    | Ordem por total |
| ----- | ---------------- | --------------- | ---------------- | ----------------- | -- | --------------- |
| 1     | Itália           | 3               | 1                | 1                 | 5  | 1               |
| 2     | França           | 1               |                  | 2                 | 3  | 2               |
| 3     | República Tcheca |                 | 1                |                   | 1  | 3               |
| 3     | Suécia           |                 | 1                |                   | 1  | 3               |
| 5     | Lituânia         |                 | 1                |                   | 1  | 3               |
| 6     | Japão            |                 |                  | 1                 | 1  | 3               |
| TOTAL | TOTAL            | 4               | 4                | 4                 | 12 | —               |

Geral
| Ordem | País             | Medalha de ouro | Medalha de prata | Medalha de bronze |    | Ordem por total |
| ----- | ---------------- | --------------- | ---------------- | ----------------- | -- | --------------- |
| 1     | Itália           | 3               | 1                | 3                 | 7  | 1               |
| 2     | Coreia do Sul    | 3               |                  |                   | 3  | 3               |
| 3     | República Tcheca | 1               | 1                |                   | 2  | 5               |
| 4     | França           | 1               |                  | 2                 | 3  | 3               |
| 5     | Suécia           |                 | 3                | 1                 | 4  | 2               |
| 6     | Bulgária         |                 | 2                |                   | 2  | 5               |
| 7     | Lituânia         |                 | 1                |                   | 1  | 7               |
| 8     | Japão            |                 |                  | 1                 | 1  | 7               |
| 8     | Suíça            |                 |                  | 1                 | 1  | 7               |
| TOTAL | TOTAL            | 8               | 8                | 8                 | 24 | —               |